# Onthophagus antennalis
Onthophagus antennalis là một loài bọ cánh cứng trong họ Bọ hung (Scarabaeidae).